# Sergej Vasil'evič Zubatov
Sergej Vasil'evic Zubatov (in russo Сергей Васильевич Зубатов?; Mosca, 7 aprile 1864 – Mosca, 15 marzo 1917) è stato un poliziotto russo.
Legato in gioventù a circoli nichilisti, fu assoldato dalla polizia come agente provocatore. Divenuto capo della polizia segreta di Mosca dal 1896 al 1902 e di San Pietroburgo dal 1902 al 1903, fu l'ideatore di Società operaie fondate e controllate dalla polizia, in modo da indirizzare il movimento operaio su obiettivi soltanto economici e da sottrarlo alla propaganda rivoluzionaria.

## Biografia
Figlio di un ufficiale dell'esercito, s'interessò presto alla letteratura rivoluzionaria e ancora studente di liceo si unì a un circolo di nichilisti, così il padre decise di ritirarlo dalla scuola. Frequentò allora una biblioteca privata di Mosca dove circolavano libri proibiti dal regime e ne sposò la proprietaria, Aleksandra Michina. Fu arrestato nel 1883 e rilasciato su cauzione, e nel 1885, minacciato di espulsione, accettò di collaborare come informatore della polizia politica.
Grazie alla sua conoscenza dei gruppi clandestini, Zubatov fece arrestare numerosi rivoluzionari. Essendo stato ormai riconosciuto come infiltrato nelle file dei circoli rivoluzionari, dal 1º gennaio 1889 entrò a far parte dell'organico dell'Ochrana di Mosca, dove fu attivo anche nel reclutare altri agenti provocatori. Nell'aprile del 1892 fu sgominato il circolo di Brusnev, nel 1894 il Narodnoe Pravo di Natanson, nel maggio del 1895 quello di Ivan Rasputin, che stava preparando un attentato contro lo zar. Grazie a questi successi, nel 1896 Zubatov fu messo a capo dell'Ochrana di Mosca.

### Lo zubatovismo
Con il diffondersi tra gli operai della propaganda rivoluzionaria, che univa rivendicazioni politiche, sociali ed economiche puntando su un'opposizione di massa al regime e non più soltanto sull'iniziativa di pochi intellettuali, nell'aprile del 1898 Zubatov elaborò un piano, approvato dal capo della polizia Trepov e dal governatore di Mosca, che prevedeva l'intervento delle autorità con iniziative sociali ed economiche a favore dei lavoratori, nel tentativo di sottrarli all'influenza dei socialdemocratici. Tale forma di lotta preventiva contro le organizzazioni rivoluzionarie fu chiamata «socialismo di polizia» e l'ideologia ispiratrice «zubatovismo» (in russo, зубатовщина, zubatovščina).

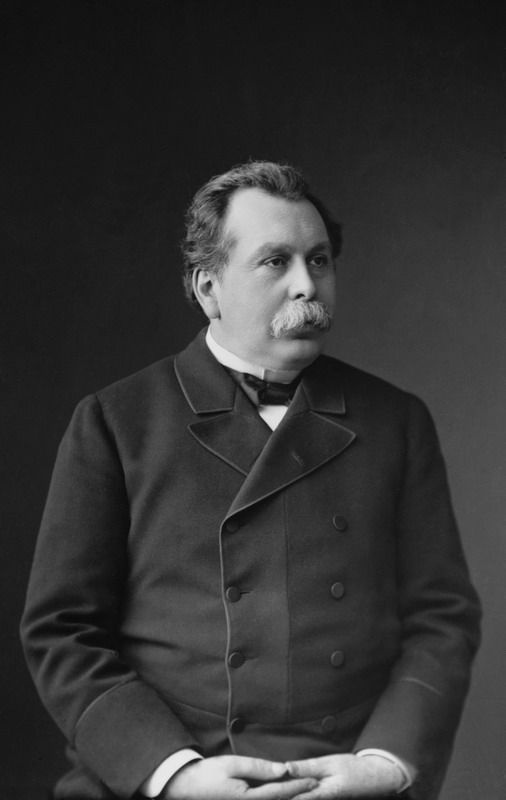
Il ministro Pleve

Sotto il controllo della polizia e per dirigere il movimento dei lavoratori su rivendicazioni puramente economiche, fu così creata a Mosca, nel maggio del 1901, la Società di mutuo soccorso degli operai dell'industria meccanica. Società analoghe furono fondate a Kiev, Char'kov, Ekaterinoslav', Hrodna, Minsk, Mykolaïv, Odessa, Perm' e Vilnius. Gli operai venivano istruiti attraverso conferenze di professori universitari e opuscoli popolari sul movimento sindacale, alcuni dei quali scritti dall'ex-terrorista Tichomirov, sostenitore dell'iniziativa. Il 22 febbraio 1902 Zubatov riuscì persino a organizzare a favore del regime una manifestazione di migliaia di operai che deposero una corona di fiori al monumento dello «zar liberatore» Alessandro II.
Nel luglio del 1901 favorì la costituzione del Partito indipendente degli operai ebrei allo scopo di combattere l'influente Bund socialista. Anche a San Pietroburgo, dove Zubatov fu trasferito nell'ottobre del 1902 per dirigere la Sezione speciale del Dipartimento di polizia, egli provvide in novembre alla creazione di una Società di mutuo soccorso sul modello moscovita. Per meglio combattere i socialdemocratici che denunciavano la natura provocatoria di queste Società operaie, Zubatov si avvalse anche di predicatori, come l'arciprete Filosof Ornatskij e il giovane pope Georgij Gapon, altro affiliato alla polizia politica.
Le iniziative di Zurbatov non soddisfacevano però molti industriali e nemmeno il nuovo ministro degli Interni Pleve, fautore della tradizionale linea dura contro le organizzazioni operaie. Così, quando agli scioperi generali proclamati nell'estate del 1903 nel sud della Russia aderirono anche le Società operaie di Mykolaïv e di Odessa controllate da Zubatov, la sua carriera fu segnata. Venuto a conoscenza delle trame di Zubatov col ministro delle Finanze Vitte per ottenere la sua destituzione, Pleve lo pensionò trasferendolo, con obbligo di residenza, a Vladimir, e sciolse le organizzazioni di Zubatov.
Pur riabilitato dal nuovo ministro degli Interni Svjatopolk-Mirskij, succeduto a Pleve quando questi rimase ucciso il 28 luglio 1904 in un attentato, non ottenne di riprendere servizio. Stabilitosi a Mosca nel 1910, Zubatov si suicidò il 15 marzo 1917 con un colpo di pistola alla testa alla notizia dell'abdicazione di Nicola II.